# Phantasy Star
Phantasy Star (OT: jap. ファンタシースター, Fantashī Sutā) auf dem Sega Master System war eines der ersten Rollenspiele, das auch in westlichen Ländern (so z. B. in den USA und vielen europäischen Ländern) für eine Spielkonsole veröffentlicht wurde.
Sega trat damit gegen Ende der 1980er Jahre in Konkurrenz zu Square (Final Fantasy). Phantasy Star 1 bot eine für damalige Verhältnisse überragende Grafik.
Phantasy Star I bis IV erschienen auf dem Master-System-Nachfolger Sega Mega Drive, ein zeitweise sehr erfolgreicher „MMORPG“-Ableger namens Phantasy Star Online erschien 2001 für die Spielkonsole Dreamcast. Im Jahr 2006 erschien ein weiterer Onlinetitel der Phantasy-Star-Reihe: Phantasy Star Universe.

## Plot und Zusammengehörigkeit
Im Gegensatz zu vielen anderen Rollenspiel-Serien gibt es in Phantasy Star einen mehrere Teile umfassenden Handlungsbogen, auch „Phantasy-Star-Trilogie“ genannt, der sich aus den Teilen 1, 2 und 4 zusammensetzt. Jeweils im Abstand von 1000 Jahren erzählen sie die Geschichte des Algol-Sonnensystems, seiner Planeten und Bewohner.
Phantasy Star IV sollte eigentlich der dritte Teil werden, durch umfangreiche Spielmechanikveränderungen während der Entwicklung verzögerte sich die Entwicklung derart, dass ein gesondertes Team von Sega Phantasy Star III entwickelte. Dieses unterscheidet sich auch stark von den vorangegangenen Teilen und hat nur einen geringen Bezug zu Phantasy Star II. Trotzdem ist Phantasy Star III – Generations of Doom ein indirekter Vorläufer zu Phantasy Star Online.